# HAL Kiran
HAL HJT-16 Kiran — индийский реактивный учебно-тренировочный самолёт.
Работы над проектом начались в 1959 году, компанией HAL по заказу ВВС Индии. Первый полёт опытного экземпляра состоялся 4 сентября 1964 года. С 1968 находится в эксплуатации в ВВС Индии, обеспечивая подготовку лётного состава. Он был принят на вооружение ВВС, которые используют этот тип для проведения промежуточной подготовки пилотов после базовых учебных саолетов, таких как HPT-32 Deepak и Pilatus PC-7. Кроме того, в 1980-е годы ВВС закупили несколько самолётов, оснащенных более мощным двигателем и большим количеством узлов подвески; вариант получил обозначение Kiran Mk II. Он также был принят на вооружение ВМС Индии. Последний Киран был построен в 1989 году, после чего сборочную линию закрыли.
HAL HJT-16 Kiran находится в эксплуатации уже более 50 лет. С конца 1990-х годов разрабатывался преемник собственной разработки HAL HJT-36 Sitara, но он ещё не поступил на вооружение по состоянию на 2019 год. К 2010-м годам использование этого типа постепенно сокращалось по мере увеличения количества новых британских учебно-тренировочных самолётов BAE Hawk. «Ястребы», построенные по лицензии HAL, поступили на вооружение ВВС Индии. Киран использовался индийской военно-морской пилотажной группой Sagar Pawan , а также пилотажной группой Surya Kiran из ВВС до февраля 2011 года, после чего группа была расформирована после того, как её самолёты были направлены на обучение пилотов-истребителей. Демонстрационная группа «Сурья Киран» была перевооружена специально оборудованными BAE Hawk. В декабре 2018 года шесть HAL HJT-16 Kiran были переданы Индией в дар Мьянме.

## Разработка и производство
HAL HJT-16 Kiran был разработан индийским производителем самолётов Hindustan Aeronautics Limited (HAL) в ответ на запрос командования ВВС Индии, которое требовало создания нового промежуточного учебно-тренировочного самолёта с реактивным двигателем. Команда инженеров HAL разработала относительно обычный учебный самолёт; по словам автора Криса Смита, его конструкция была близка к модели BAC Jet Provost, существующего британского реактивного учебно-тренировочного самолёта. В качестве силовой установки HAL решила использовать турбореактивный двигатель Rolls-Royce Viper 11 британского производства, способный развивать тягу до 1134 кг/с (11 000 Н). Разработка того, что впоследствии стало Kiran, оказалась полезной для других проектов HAL, и позже группа разработчиков была переведена на HF-24 Marut, истребитель-бомбардировщик местной разработки.
4 сентября 1964 года прототип HAL HJT-16 Kiran совершил первый полет. Первоначально серийный самолёт получил обозначение Kiran I. В марте 1968 года в ВВС были осуществлены первые поставки предсерийных самолётов. Вскоре после этого было одобрено полномасштабное производство этого типа. Более поздние серийные самолёты были оснащены узлами подвески под каждым крылом, которые предназначались для   стрельбе; эта модификация привела к тому, что такие самолёты были переименованы в Kiran IA. Всего было изготовлено 190 самолётов Mk I и 1A.
В 1970-е годы HAL вела работу над модернизированной версией самолёта, он был оснащен турбореактивным двигателем Bristol Siddeley Orpheus, способным развивать максимальную тягу 1905 кг/с (19 000 Н). Этот вариант, который также имел повышенную боевую нагрузку (450 кг вооружения), получил обозначение Kiran Mk II. 30 июля 1976 года этот вариант совершил свой первый полет. Примерно в это же время Индия искала более совершенный учебно-тренировочный самолёт в ответ на трудности, с которыми столкнулись пилоты-стажеры при переходе с первоначального Кирана на фронтовые истребители. Поставки улучшенной модели начались в 1985 году; производство всех версий Кирана было прекращено в 1989 году.

## Модификации
«Киран» Mk.l и «Киран» Mk.lAБазовая модель — учебно-тренировочный самолёт для ВВС Индии. Выпущено 190 экземпляров.
«Киран» Mk.2Учебно-боевой самолёт, разработанный на основе предыдущей модели. Отличается от базового самолёта более мощным двигателем, способен нести до 450 кг боевой нагрузки на подкрыльевых узлах подвески. Самолёт производился с 1983 года по 1989 год. Выпущен 61 экземпляр.

## Тактико-технические характеристики
Технические характеристики
- Экипаж: 2 (инструктор и обучаемый)
- Длина: 10,6 м
- Высота: 3,63 м
- Масса пустого: 2966 кг
- Максимальная взлётная масса: 4950 кг
- Силовая установка: 1 × ТРД

Лётные характеристики
- Максимальная скорость: 704 км/ч
- Крейсерская скорость: 425
- Боевой радиус: 735
- Практическая дальность: 600 км
- Практический потолок: 12000 м